# 维诺格拉多夫山
维诺格拉多夫山是位于月球月海区的一片崎岖山丘，西南连接风暴洋，向东则伸入雨海。该丘地有三座主峰，海拨高度距月球地表超过1-1.4公里不等。山丘东面是欧拉陨石坑，东南则是高低不平区域，直抵喀尔巴仟山脉。喀尔巴仟山脉构成了雨海的西南边界。
维诺格拉多夫山的月面坐标为22.4 N，32.4W，底部最大直径有25公里。它的命名来源取自苏联地球化学家亚历山大·帕夫洛维奇·维诺格拉多夫，此山原名是“欧拉贝塔(β)”或欧拉山。
按惯例，位于该山丘东南高低不平地表上的一些小陨石坑已被国际天文学联合会指定名称，详见下表。
| 陨石坑 | 坐标                            | 直径    | 名称来源     |
| ------ | ------------------------------- | ------- | ------------ |
| 阿基斯 | 20°00′N 31°48′W / 20.0°N 31.8°W | 2 公里  | 希腊女性名   |
| 安果   | 20°30′N 32°18′W / 20.5°N 32.3°W | 1 公里  | 非洲男性名   |
| 洁罕   | 20°42′N 31°54′W / 20.7°N 31.9°W | 5 公里  | 土耳其女性名 |
| 娜塔莎 | 20°00′N 31°18′W / 20.0°N 31.3°W | 12 公里 | 俄罗斯女性名 |
| 罗莎   | 20°18′N 32°18′W / 20.3°N 32.3°W | 1 公里  | 西班牙女性名 |

1. ↑  原先曾命名为卫星坑“欧拉 K”.
2. ↑  原先曾命名为卫星坑“欧拉 P”.